# Zollikofer von Altenklingen

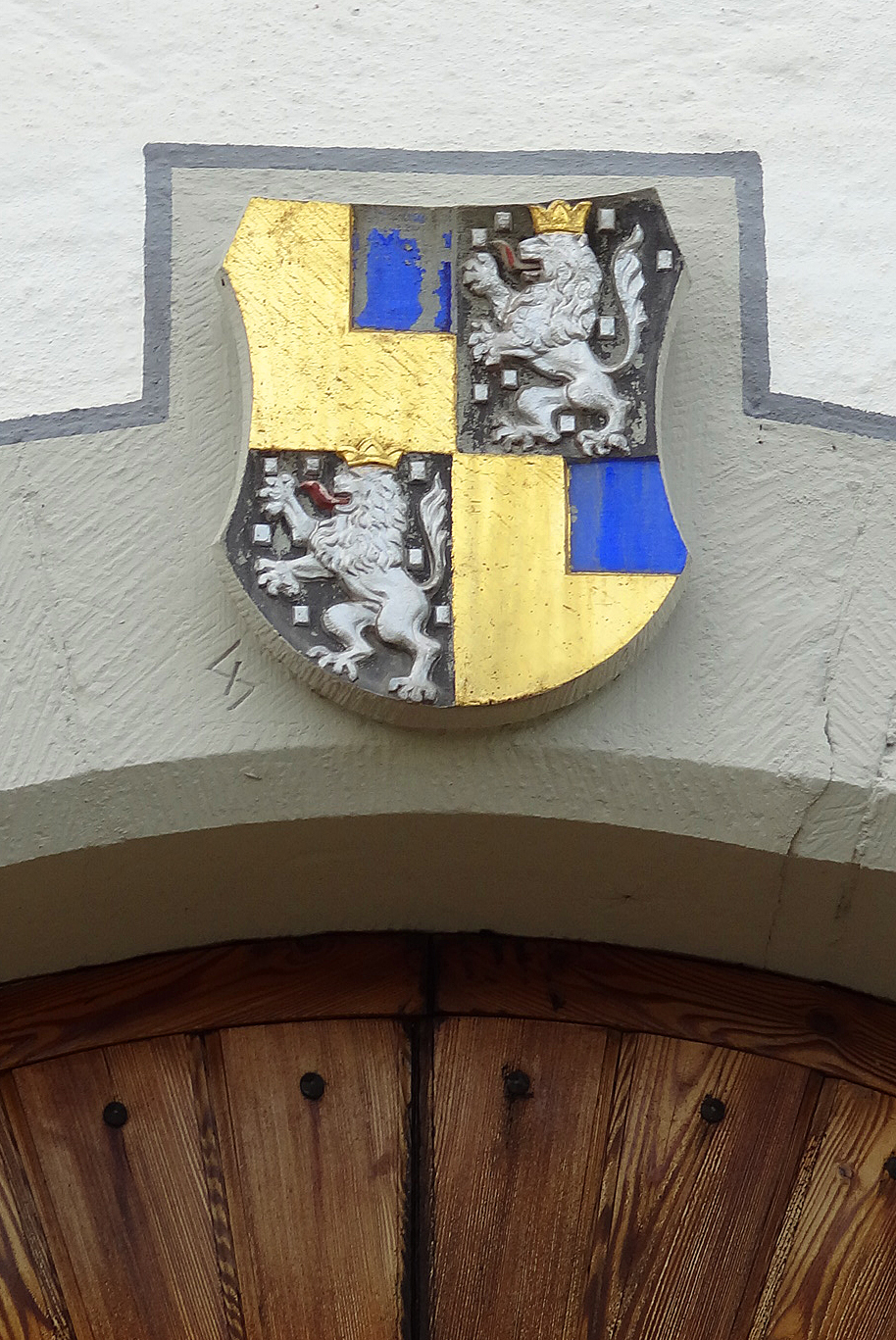
Wappen der Zollikofer am Schloss Altenklingen

Zollikofer von Altenklingen ist ein im 16. Jahrhundert geadeltes Schweizer Geschlecht, das seit 1585 bis heute auf Schloss Altenklingen ansässig ist.

## Geschichte

### Ursprünge und Linien
Der erste nachgewiesene Zollikofer, Hans, lebte im  in der Freien Reichsstadt Konstanz. Ein Konrad Zollikofer starb dort 1443 als Metzger und Zunftmeister. Im 15. Jahrhundert wanderten die Zollikofer nach St. Gallen aus, wo die Brüder Hans der Jüngere (1395–1471) und Jobst (1398–1476) das Bürgerrecht erwarben. Ab dem Ende des 15. Jahrhunderts gründeten sie Leinewebereien und Handelshäuser für Leinwand und dominierten diesen Sektor über wenigstens 200 Jahre. Bis um 1750 waren zahlreiche Mitglieder im Fernhandel tätige Grosskaufleute, die der Gesellschaft zum Notenstein angehörten. Als einzige Familie gehörte sie der Gesellschaft von 1466 bis zu deren Auflösung 1798 ununterbrochen an. Zeitweise stammte die Hälfte der Mitglieder aus der Familie Zollikofer. Sie gründeten Handelsniederlassungen u. a. in Lyon und Marseille.
Die Söhne von Hans dem Jüngeren, Sebastian (1444–1502), Erster der schwarzen Linie, deren spätere Angehörige sich Zollikofer von Nengensberg nannten, und Ludwig, Erster der roten Linie, gründeten die Zollikofer'sche Handelsgesellschaft. Ausgehend von Leonhart (1529–1587) und seinen Brüdern Laurenz (1519–1577), Georg (1525–1600) und Jos (1535–1617) lassen sich Linien mit den Zunamen von Altenklingen und von Sonnenberg unterscheiden. Letztere besassen von 1580 bis 1618 das Schloss Sonnenberg. Von 1691 bis 1790 war auch das Schloss Castell bei Tägerwilen im Thurgau im Besitz der Zollikofer von Altenklingen. Nachkommen von Georg brachten nach der Mitte des 17. Jahrhunderts in Brandenburg-Preussen zahlreiche Militärs hervor und gelangten auch nach Kursachsen. 1760 unterstützte Sabine Zollikofer finanziell ihren Schwager Paul von Gonzenbach während seiner anderthalbjährigen Gefangenschaft in Landshut. Neue Zweige entstanden im 18. Jahrhundert in Amerika.
Mit Johannes (1633–1692), Kaspar (1707–1779), Caspar Tobias (1723–1800) und Georg (1730–1788) stellte die Familie bedeutende Theologen. Neben der Theologie wandten sich ab 1750, nach dem Niedergang des Leinwandhandels, verschiedene Zollikofer auch der Ärzteschaft sowie dem Handwerkerstand zu; Johannes gründete in St. Gallen 1789 eine Buchdruckerei, die ab 1841 das „Tagblatt der Stadt St. Gallen und der Kantone St. Gallen, Appenzell und Thurgau“ herausgab und als Zollikofer AG bis 1991 von der Familie geführt wurde. Die Familie stellte auch Regierungsräte der St. Galler Kantonsregierung und förderte mit Stiftungen das öffentliche Schulwesen in St. Gallen.

### Familienfideikommiss Altenklingen

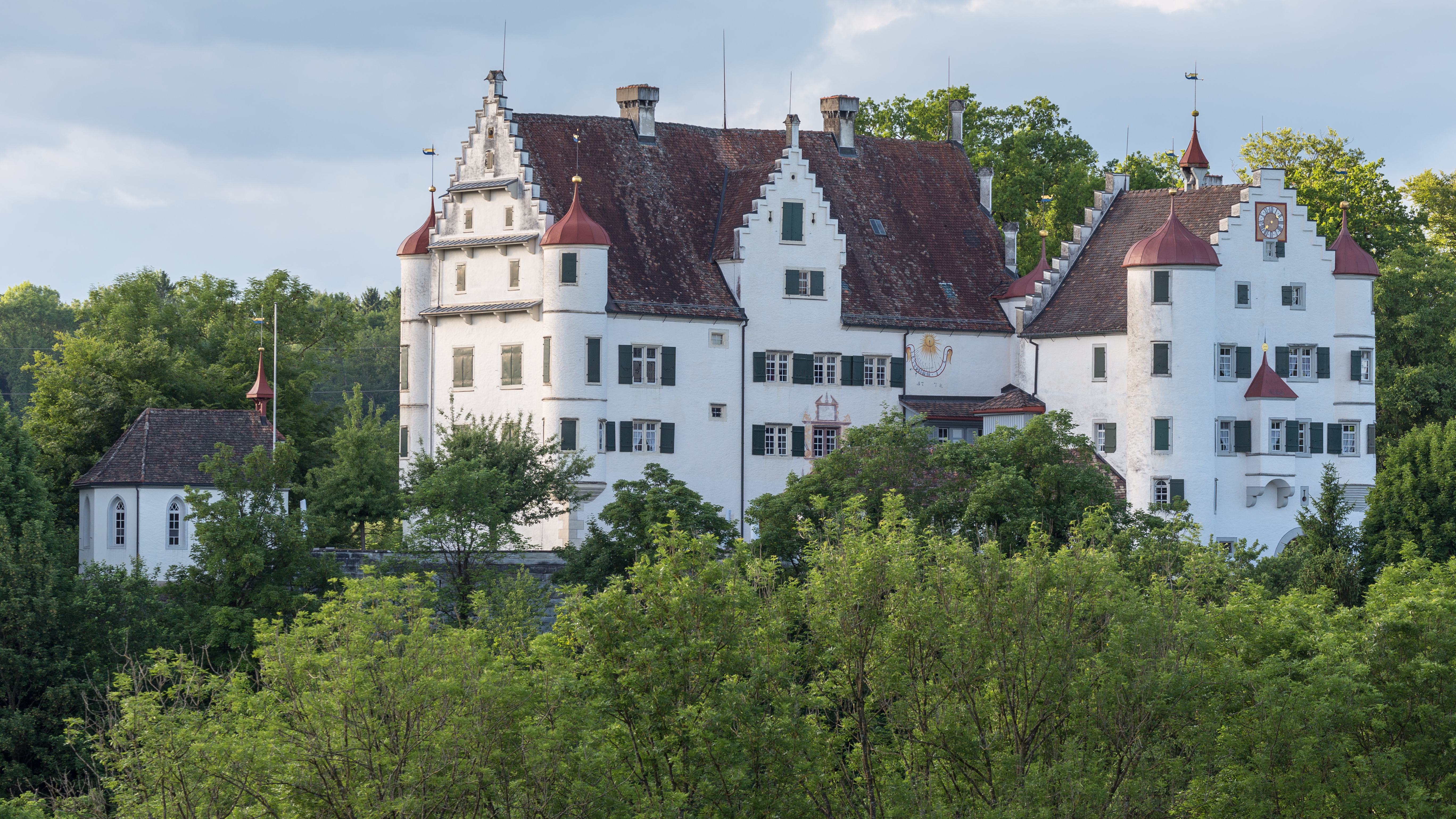
Schloss Altenklingen

Der Sankt Galler Stadtrichter, Ratsherr und Säckelmeister Leonhart Zollikofer (1529–1587) erwarb 1564 den Landsitz Schloss Pfauenmoos in Berg SG. 1582 war er als Delegierter von Sankt Gallen mit anderen Vertretern der eidgenössischen Kantone bei König Heinrich III. von Frankreich. 1585 kaufte er auch das Schloss Altenklingen für den Preis von 25.500 Gulden von Berthold Brümsi. Er liess die alte Anlage abreissen und beauftragte den Architekten Mathäus Höbel aus Kempten mit dem Bau eines neuen Schlosses. Noch 1585 wurde ihm von den Acht Alten Orten ein Landsässenbrief erteilt, wonach Altenklingen sämtliche Freiheiten, Rechte und Gerechtigkeiten des adligen Standes im Thurgau, u. a. die niedere Gerichtsbarkeit und damit die Zugehörigkeit zum Gerichtsherrenstand im Thurgau, erhielt.

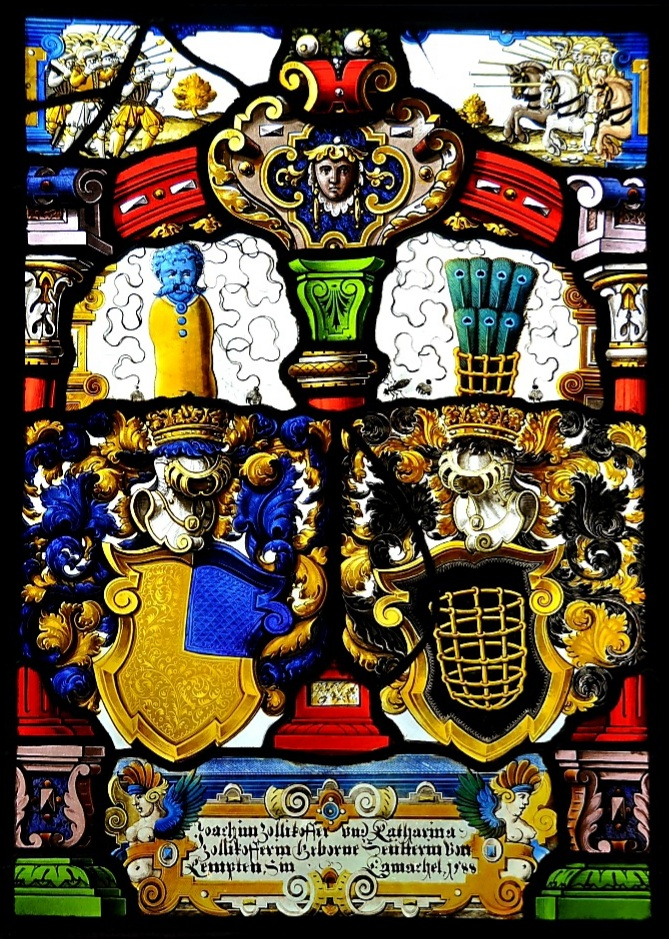
Allianzwappen (datiert 1588) auf Schloss Altenklingen: „Joachim Zollikofer und Katharina geborne Seutterin von Kempten“.

1586 stiftete Leonhart Zollikofer als kinderloser Junker das Schloss und die Freiherrschaft Altenklingen als Fideikommiss für die vier Söhne seines verstorbenen ältesten Bruders Laurenz (1519–1577), welcher Dorothea von Watt, die Tochter des Reformators Joachim Vadian geheiratet hatte, und die sechs Söhne seines zweiten Bruders Georg (1525–1600). Diese hatten für die Öffnung der Herrschaft eine Summe von 22.000 Gulden beigetragen und dafür die Bezeichnung „Mitstifter“ erhalten. 1572 heiratete Laurenz' ältester Sohn Joachim (1547–1631) Katharina Seutter von Loetzen aus Kempten und hatte mit ihr 15 Kinder. 1580 heiratete Georgs ältester Sohn Georg (1553–1612) deren Schwester Barbara und hatte mit ihr 11 Kinder.
Die Herrschaft Altenklingen blieb über Jahrhunderte bis 1798 bestehen. Da der von Leonhart Zollikofer mit seinen Neffen der Georg- und Laurenz-Linien begründete Fideikommiss Schloss Altenklingen auch nach der Auflösung der Grundherrschaft weiter bestehen blieb, ist das Schlossgut bis heute im Besitz der Familie verblieben, verwaltet von einem Familienrat.

## Adels- und Wappenbriefe
Schon 1471 hatten beide damalige Zweige (der „rothaarige“ und der „schwarzhaarige“) von Kaiser Friedrich III. einen Wappenbrief erhalten und am 19. Oktober 1578 wurde Leonhart mit seinen Brüdern und Neffen vom „roten Zweig“ in den erblichen und turnierfähigen Reichsadelsstand erhoben; 1594 erfolgte dasselbe für die „schwarzen“ Zollikofer. Im 17. Jahrhundert ergingen auch dänische und französische Adelsbriefe.

## Wappen
Die Zollikofer kombinierten mit dem Erwerb der Herrschaft Altenklingen ihr eigenes Familienwappen (in Gold ein blaues Viertel, heraldisch links oben) mit dem der – bereits 1395 erloschenen – Freiherren von Klingen (ein schwarzer, mit silbernen Schindeln bestreuter Schild mit einem gold gekrönten und rot gezungten aufrechten silbernen Löwen).

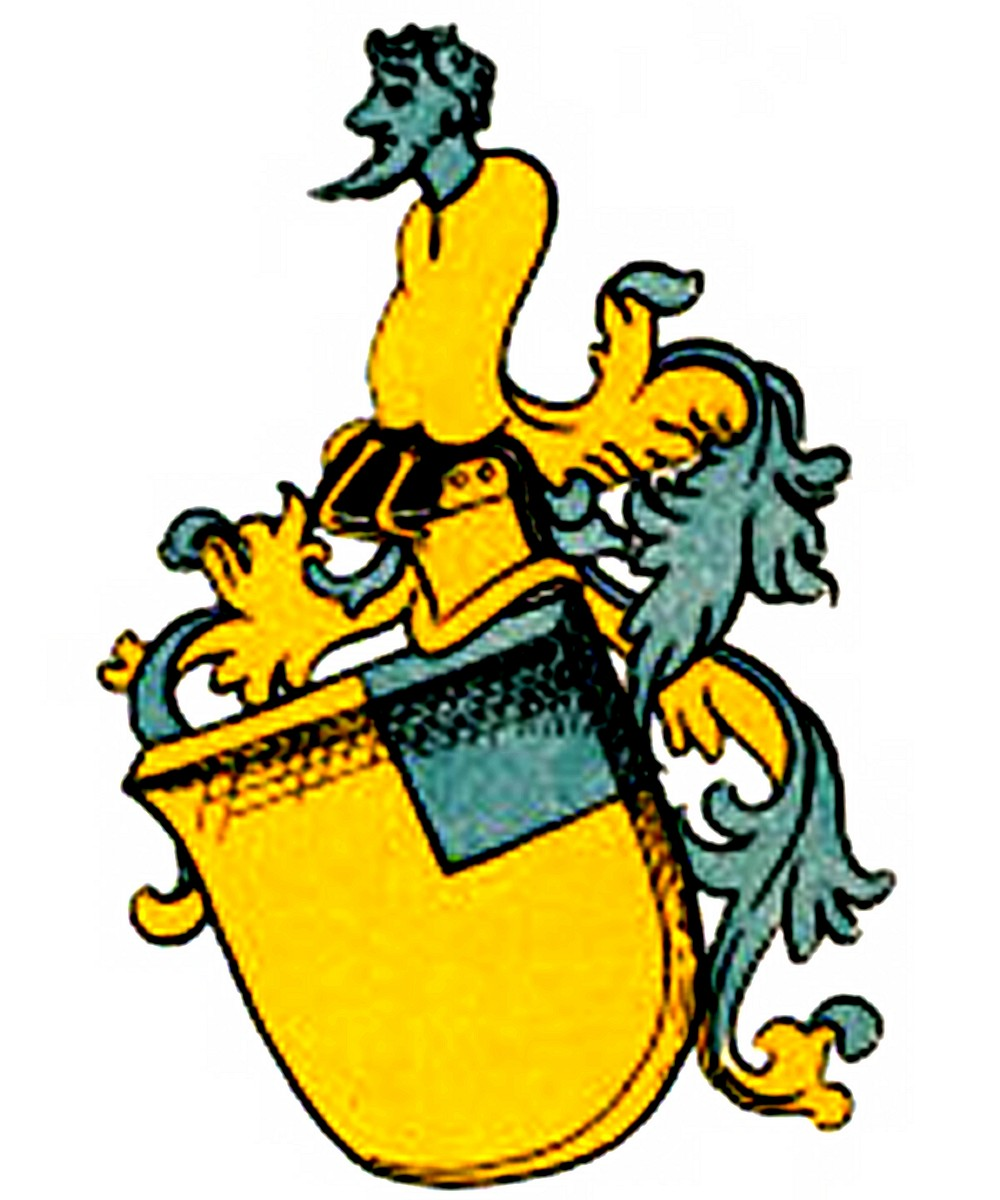
Wappen der Zollikofer von 1471
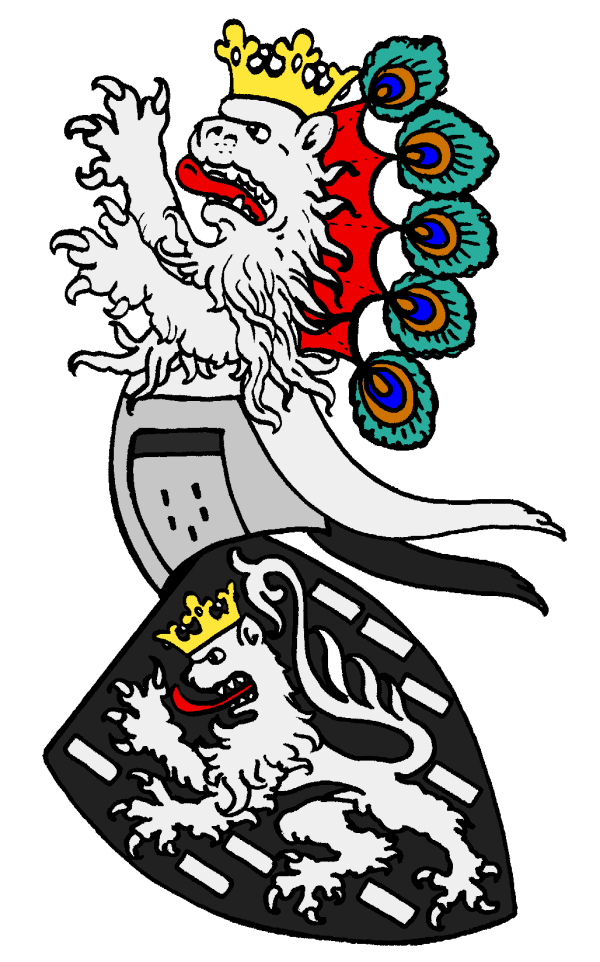
Wappen derer von Klingen
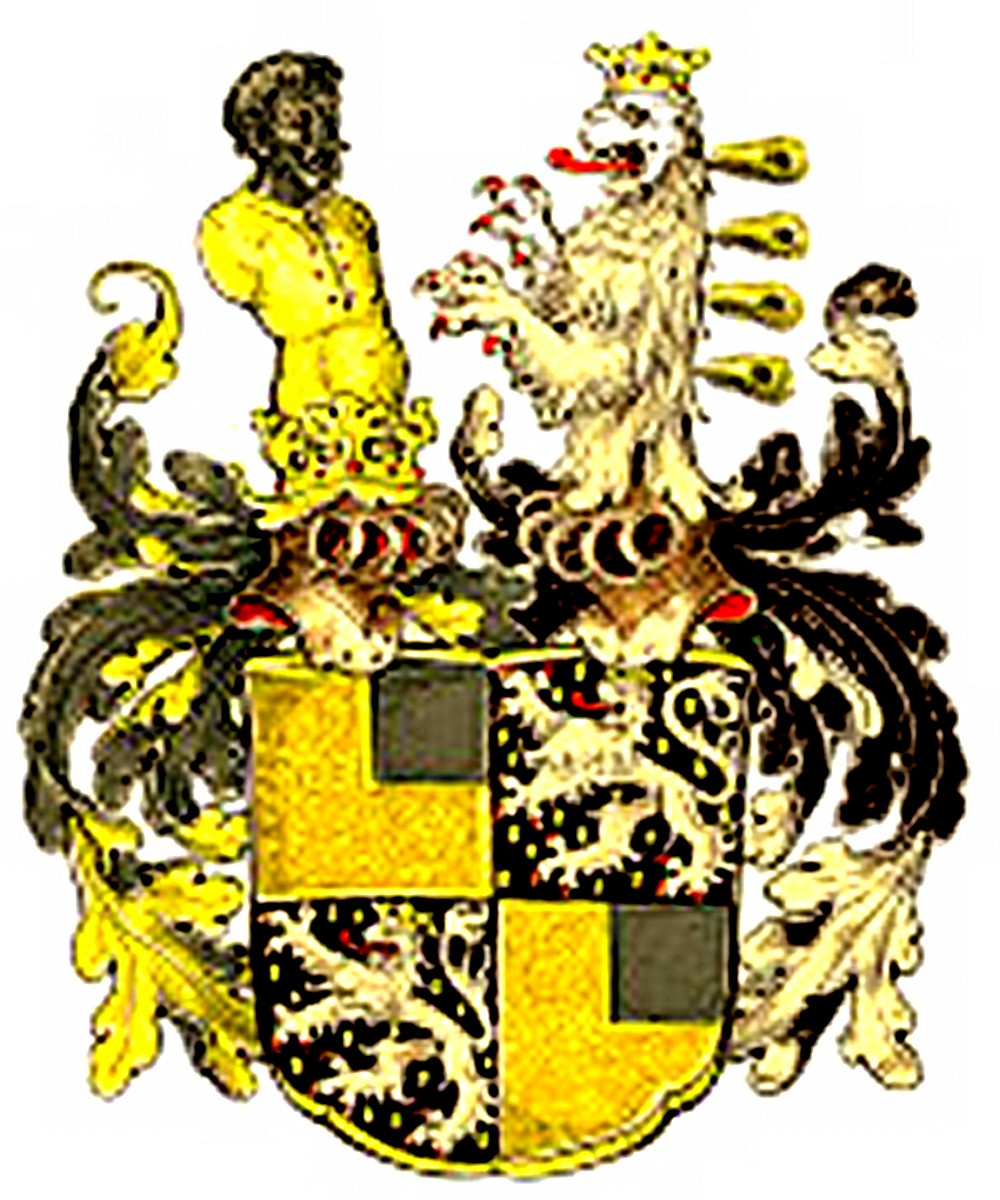
Wappen der Zollikofer von Altenklingen von 1585

## Bedeutende Familienangehörige

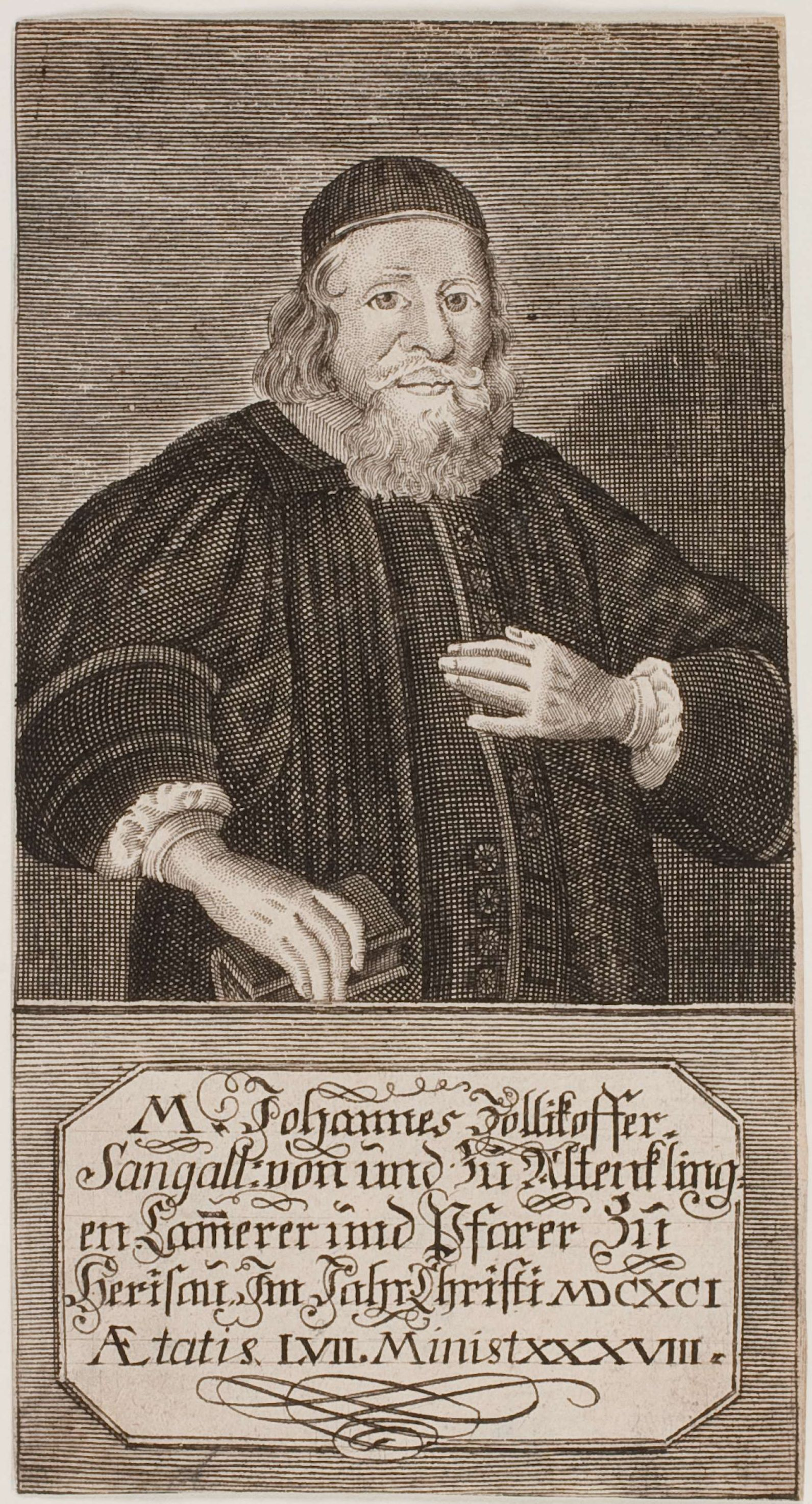
Johannes Zollikofer von und zu Altenklingen (1633–1692), Theologe

- Armin Zollikofer (1945–2012), St. Galler Architekt & Renovator des Schloss Altenklingens
- Benita Ursula Wilhelmine Kathi Flori von Zollikofer-Altenklingen (1900–1935), deutsche Spionin
- Caspar Tobias Zollikofer von Altenklingen (1723–1800), Schweizer Theologe
- Caspar Tobias Zollikofer (Kaspar Zollikofer von Altenklingen; 1774–1843), Schweizer Pharmazeut und Naturforscher
- Christoph Zollikofer (1734–1813), Schweizer Theologe und Orientalist
- Clara Zollikofer (1881–1975), Schweizer Biologin und Hochschullehrerin
- Cristoph L. Zollikofer (* 1942), Schweizer Professor für Radiologie, Universität Zürich
- Christoph P. E. Zollikofer (* 1958), Schweizer Anthropologe, Paläoanthropologe und Hochschullehrer
- Deodat von Zollikofer-Altenklingen (1834–1906), preussischer Generalmajor
- Emil Zollikofer-Wirth (1838–1919), Schweizer Verleger
- Ernst Heinrich Zollikofer (1859–1930), Schweizer Ornithologe und Präparator
- Friedrich Heinrich Wilhelm von Zollikofer (1737–1798), preussischer Generalmajor
- Georg Joachim Zollikofer (1730–1788), Schweizer Theologe und Kirchenliederdichter
- Johannes Zollikofer (1633–1692), Schweizer Pfarrer
- Julius Hieronymus Zollikofer (1713–1802), Bürgermeister von St. Gallen
- Kaspar Zollikofer (Theologe) (1707–1779), Schweizer Theologe
- Kaspar Zollikofer von Altenklingen (1774–1843), Schweizer Pharmazeut und Naturforscher, siehe Caspar Tobias Zollikofer
- Leonhart Zollikofer (1529–1587), Kaufmann und Politiker in St. Gallen
- Theobald von Zollikofer (1828–1862), Schweizer Geologe und Geograph
- Wilhelm Ludwig von Zollikofer (1783–1868), preussischer General der Kavallerie

## Weitere Literatur
- Satzungen über Stiftungen der Familie Zollikofer von Altenklingen. St. Gallen 1886.